# 山田浩康
山田 浩康（やまだ ひろやす、1971年あるいは1972年 - ）は、日本の演芸作家。俳優・声優の山田康雄を父に持つ。

## 略歴
山田康雄の長男として生まれ、演芸作家・元木すみおに弟子入りする。おぼん・こぼんや東京漫才界の若手たちの漫才台本、春風亭昇太などの落語脚本、テレビの構成作家、舞台脚本などを担当している。
『ルパン三世』のルパン三世役で知られた父の死後、ルパン三世役を引き継いだ栗田貫一によると、父と声がそっくりとの事である。栗田が「コツを教えるからルパンをやってみないか?」と持ちかけたが断られたと語っている。

## 受賞歴
- 大衆芸能脚本募集（国立演芸場主催） 第2回（2001年）漫才部門佳作 - 『明るい老後生活』[4]
- 大衆芸能脚本募集（国立演芸場主催） 第3回（2002年）落語部門佳作 - 『となりの芝生』[5]
- 新作落語台本発表落語会（落語協会主催、2006年）優秀賞 - 『娘さんをください』[6]
- 上方落語台本大賞（上方落語協会主催） 第5回（2012年）優秀賞 - 『娘のカレシがやって来る』[7]